# Савако Арийоши
Савако Арийоши (на японски: 有吉佐和子Ariyoshi Sawako) е японска писателка.

## Биография
Савако Арийоши е родена на 20 януари 1931 г. в столицата на префектура Вакаяма, Япония. Когато е на шест години, семейството ѝ отива в Джакарта, Индонезия, където живеят до 1941 г., когато се преместват в Токио. От 1949 до дипломирането си през 1952 г. Арийоши изучава литература и театър в Tokyo Women's Christian College. През 1959 г. учи в Sarah Lawrence College в Ню Йорк.
Арийоши е продуктивен писател. Автор е на над 100 разказа, романи, пиеси, филмови сценарии. Сред най-известните ѝ произведения са романите „Съпругата на доктор Ханаока“ (1966 г.), „Река Кинокава“ (1959 г.), „Цветнокожи няма“ (1963 г.) и др. В творбите си Арийоши разглежда значими теми като проблемите на възрастните хора, расизма, замърсяването на околната среда, последиците от социалните и политическите промени в страната върху семейния живот и ценностите на японците, ролята на жените в Япония. Писателката печели няколко японски награди за литература.
Умира в съня си на 30 август 1984 г.